# Huazalingo
Huazalingo là một đô thị thuộc bang Hidalgo, México. Năm 2005, dân số của đô thị này là 11863 người.